# Таксис, Феликс Сергеевич
Феликс Сергеевич Таксис (14 августа 1932, Свердловск — 14 января 1996, Мурманск) — советский архитектор; член Союза архитекторов СССР и России.

## Биография
Родился 14 августа 1932 года в Свердловске.
В 1951 году окончил Свердловский архитектурный техникум. Затем работал в Москве в институте «Моспроект» (1951—1952) и мастерской № 9 (1954—1957). В 1952—1954 годах служил в Советской армии .
В Союзе архитекторов СССР Ф. С. Таксис находился с 1962 года, был членом его правления в 1966—1968 годах. Член совета Дома архитектора с 1960 года. Был одним из организаторов коллектива «ОХРА».
С 1957 года работал в городе Свердловске. Был старшим техником-архитектором института «Свердлоблпроект», главным архитектором проектов предприятия АПМ-1, позже — в нём же был начальником архитектурно-строительного отдела.
С 1966 года Феликс Таксис — главный архитектор проектов, затем главный архитектор Мурманска. Также работал главным архитектором Мурманского домостроительного комбината и управления капитального строительства Мурманского облсовпрофа.
Умер 14 января 1996 года в Мурманске.
Похоронен на участке почетных захоронений нового городского кладбища Мурманска.

## Труды
В конце 1950-х — начале 1960-х годов по его проектам в соавторстве с архитектором П. Д. Деминцевым в Свердловске были построены 247-квартирный жилой дом на улице Ленина с гастрономом на первом этаже, кукольный театр на 400 мест на улице Мамина-Сибиряка, девятиэтажное здание бытового комбината «Рубин».
Ф. С. Таксис — один из авторов генерального плана города Мурманска, участник работы над памятником Защитникам Советского Заполярья. Автор памятников воинам-строителям, воинам Полярной дивизии, Героям-североморцам, погибшим в годы Великой Отечественной войны, матросу-большевику В. П. Полухину, «Покорителям Мончетундры» (Мончегорск) и других. Также был автором цветового оформления жилых домов некоторых микрорайонов Мурманска, интерьеров многих зданий города/